# Magnitud aparente
La magnitud aparente ({\displaystyle \mathbb {m} }) cuantifica el brillo de una estrella o cuerpo celeste observado desde la Tierra. En consecuencia, la magnitud aparente depende de la luminosidad del objeto, la distancia observador-objeto y la posible extinción de la luz causada por polvo cósmico.
En el siglo II a. C. se catalogó a las estrellas por su magnitud aparente. Para esto, se dividieron las estrellas visibles en seis clases. La primera clase (m=+1) contenía las estrellas más brillantes. En la sexta (m=+6), se incluía a las estrellas con brillo muy atenuado. Esta clasificación se basa en la respuesta del ojo humano con la luz; siendo esta no-lineal. Por lo tanto, si se tienen tres estrellas cuyos brillos siguen la proporción 1:10:100, la tercera corresponde a la más brillante, la diferencia entre las magnitudes aparentes de la primera y la segunda es la misma que la diferencia entre la segunda y la tercera. Esto se debe a que la escala es logarítmica.
Actualmente, la escala de magnitudes aparentes puede tomar cualquier valor real tanto negativo como positivo, por ejemplo: la magnitud del Sol es -26,7. Al igual, la magnitud aparente disminuye cuando aumenta el brillo de la estrella, por consecuencia, la magnitud aparente del Sol es la de menor valor. El telescopio espacial Hubble permite observar objetos con magnitudes aparentes de +31,5.
La medida experimental de la magnitud aparente de un objeto se basa en la fotometría. Es por esto que está condicionada por la sensibilidad del instrumento y de su filtro paso banda. Dependiendo del método de observación se pueden definir distintos sistemas de magnitud; entre los más comunes se encuentran el sistema fotométrico UBV y el sistema fotométrico Strömgren.
Por consiguiente, la magnitud aparente se mide para determinadas bandas del espectro luminoso. En el caso de medir en el espectro visible, se denomina magnitud visual ({\displaystyle m_{v}}) y puede ser estimada por el ojo humano. Si se mide en todas las longitudes de onda, se denomina magnitud bolométrica ({\displaystyle m_{\text{bol}}}). 
Es necesario definir un valor de brillo de referencia para el punto cero de la magnitud aparente, usualmente se utiliza a Vega; otros sistemas son STMAG y AB.

## Historia

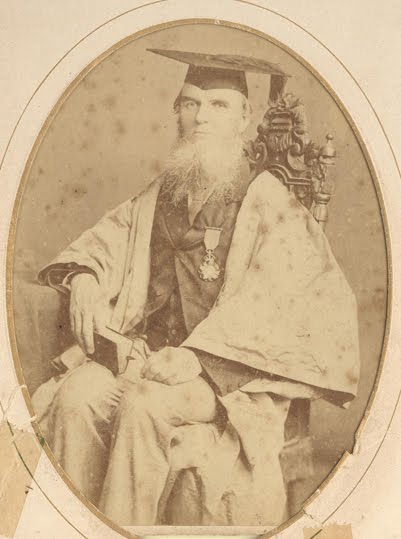
Norman Pogson conocido por formalizar la escala de magnitudes aparentes.

La escala con la que se mide la magnitud aparente tiene origen en la práctica helenística de dividir las estrellas visibles con ojo desnudo (sin ayuda de un telescopio) en el intervalo del 1 al 6. Las estrellas más visibles formaban parte de la primera magnitud. Mientras que las más débiles se consideraban en la sexta magnitud, siendo este el límite de la percepción visual humana. Este método para indicar la visibilidad de las estrellas a simple vista fue divulgado por Claudio Ptolomeo en su Almagesto, y se cree que pudo haber sido originado por Hiparco de Nicea. Este sistema no medía la magnitud del Sol y consideraba que entre una magnitud (m) y la siguiente (m+1) se duplicaba el brillo.
En 1856, Norman Pogson formalizó el sistema de escala definiendo que una estrella de primera magnitud tiene 100 veces más brillo que una estrella de magnitud sexta. Así, una estrella de primera magnitud es {\displaystyle {\sqrt[{5}]{100}}\approx 2.512} veces más visible que una de segunda magnitud; recordando que es una escala logarítmica. A este valor se le conoce como el cociente de Pogson. La escala de Pogson se fijó originalmente asignando al brillo de la estrella Polaris la magnitud 2. Sin embargo, se ha descubierto que la estrella Polar es levemente variable, por lo que actualmente se utiliza el brillo de la estrella Vega como referencia para el punto cero de la magnitud aparente en cualquier longitud de onda.
Aparte de pequeñas correcciones, el brillo de Vega sigue sirviendo como definición de magnitud cero para longitudes de onda visibles e infrarrojas cercanas, donde su distribución espectral de energía (SED) se aproxima mucho a la de un cuerpo negro para una temperatura de 11000 K. Sin embargo, con la llegada de la astronomía infrarroja se reveló que la radiación de Vega incluye un exceso infrarrojo debido presumiblemente a un disco circunestelar formado por polvo a temperaturas cálidas (pero mucho más frío que la superficie de la estrella). En longitudes de onda más cortas (por ejemplo, visibles), la emisión del polvo a estas temperaturas es insignificante. Sin embargo, para extender adecuadamente la escala de magnitudes más allá del infrarrojo, esta peculiaridad de Vega no debería afectar a la definición de la escala de magnitudes. Por lo tanto, la escala de magnitud se extrapoló a todas las longitudes de onda basándose en la curva de radiación del cuerpo negro para una superficie estelar ideal a 11000 K no contaminada por radiación circunestelar. Sobre esta base puede calcularse la irradiancia espectral (expresada normalmente en janskys) para el punto de magnitud cero, en función de la longitud de onda. Se especifican pequeñas desviaciones entre los sistemas que utilizan aparatos de medición desarrollados de forma independiente para que los datos obtenidos por diferentes astrónomos puedan compararse adecuadamente, pero de mayor importancia práctica es la definición de la magnitud no a una única longitud de onda, sino aplicándola a la respuesta de los filtros espectrales estándar utilizados en fotometría en varias bandas de longitud de onda.
| Apertura del telescopio (mm) | Magnitud límite |
| ---------------------------- | --------------- |
| 35                           | 11.3            |
| 60                           | 12.3            |
| 102                          | 13.3            |
| 152                          | 14.1            |
| 203                          | 14.7            |
| 305                          | 15.4            |
| 406                          | 15.7            |
| 508                          | 16.4            |

Con los sistemas de magnitudes modernos, el brillo en un rango muy amplio se especifica según la definición logarítmica que se detalla a continuación, utilizando esta referencia cero. En la práctica, estas magnitudes aparentes no superan 30 (para mediciones detectables). El brillo de Vega es superado por cuatro estrellas del cielo nocturno en longitudes de onda visibles (y más en longitudes de onda infrarrojas), así como por los brillantes planetas Venus, Marte y Júpiter, y éstos deben describirse mediante magnitudes negativas. Por ejemplo, Sirio, la estrella más brillante de la esfera celeste, tiene una magnitud de -1,4 en el espectro visible. En la tabla siguiente se pueden encontrar magnitudes negativas para otros objetos astronómicos muy brillantes.
Los astrónomos han desarrollado otros sistemas fotométricos de punto cero como alternativas al sistema Vega. El más utilizado es el sistema de magnitud AB, en el que los puntos cero fotométricos se basan en un espectro de referencia hipotético que tiene un flujo constante por unidad de intervalo de frecuencia, en lugar de utilizar un espectro estelar o una curva de cuerpo negro como referencia. El punto cero de magnitud AB se define de forma que las magnitudes AB y Vega de un objeto sean aproximadamente iguales en la banda del filtro V.

## Formulación matemática
La magnitud aparente {\displaystyle m_{x}} en la banda {\displaystyle x} se define como:
{\displaystyle m_{x}=-2.5\log _{10}\left({\frac {F_{x}}{F_{x,0}}}\right)}    [1]
donde {\displaystyle F_{x}} es el flujo luminoso observado en la banda {\displaystyle x} y {\displaystyle F_{x,0}} es el flujo de referencia para el punto cero de la magnitud aparente.
Se puede comprobar que la definición de la magnitud aparente contiene la formalización impuesta por Pogson, en la que para estrellas con magnitudes {\displaystyle m}, {\displaystyle m+1} y flujos {\displaystyle F_{m}}, {\displaystyle F_{m+1}} respectivamente, se cumple:
{\displaystyle m-(m+1)=-2.5\log _{10}\left({\frac {F_{m}}{F_{0}}}\right)+2.5\log _{10}\left({\frac {F_{m+1}}{F_{0}}}\right)=-2.5\log _{10}\left({\frac {F_{m}}{F_{m+1}}}\right)}
{\displaystyle \Rightarrow {\frac {F_{m}}{F_{m+1}}}=10^{\frac {1}{2.5}}={\sqrt[{5}]{100}}\approx 2.512}
De igual forma se cumple que una estrella de magnitud {\displaystyle m} es 100 veces más brillante que una estrella de magnitud {\displaystyle m+5}.

### Sistemas de magnitud
Se utilizan distintos sistemas de magnitud para determinar un punto de referencia (flujo) para el valor cero de la magnitud aparente. A continuación se introducen los sistemas de magnitud más comunes. 
- VegaMAG:  Se toma como brillo de referencia a la estrella Vega en cualquier longitud de onda, por lo tanto {\displaystyle m_{\text{Vega}}=0}. Vega es observable durante más de 6 meses (en el horizonte norte) y tiene una distribución espectral de energía relativamente suave. Sin embargo, actualmente se ha dejado de considerar sistemas basados en una estrella en particular debido a la estabilidad de la estrella. Es por esto que en sistemas actuales se encuentra que la magnitud aparente de Vega es 0.03 en el espectro visual.
- ABMAG y STMAG: Son sistemas basados en flujo. STMAG se establece en un espectro con densidad de flujo constante por unidad de longitud de onda ({\displaystyle F_{\lambda }}), mientras que ABMAG se establece en un espectro con densidad de flujo constante por unidad de frecuencia ({\displaystyle F_{\nu }}). Se expresan de la forma:

{\displaystyle m_{ST}=-2.5\log _{10}\left(F_{\lambda }\right)-21.1}
{\displaystyle m_{AB}=-2.5\log _{10}\left(F_{\nu }\right)-48.6}
En donde {\displaystyle F_{\lambda }} está en unidades {\displaystyle {\text{erg}}\;s^{-1}cm^{-2}{\text{Å}}^{-1}} y {\displaystyle F_{\nu }} está en unidades {\displaystyle {\text{erg}}\;s^{-1}cm^{-2}{\text{Hz}}^{-1}}. Para ambos casos el punto cero se considera tal que la magnitud de Vega en estos sistemas coincida en el espectro visible.

## Ley de Pogson
En general, la diferencia entre dos magnitudes aparentes {\displaystyle m_{1}} y {\displaystyle m_{2}}, con sus respectivos flujos en la misma banda se obtiene a partir de:
{\displaystyle m_{1}-m_{2}=-2.5\log _{10}\left({\frac {F_{m_{1}}}{F_{m_{2}}}}\right)}
Esta relación permite llevar a cabo una comparación relativa entre el brillo de dos objetos y se conoce como la Ley de Pogson.

## Otras magnitudes

### Magnitud absoluta
A partir de la magnitud aparente y de la distancia {\displaystyle d} (medida en pársecs) de una estrella es posible determinar su magnitud absoluta {\displaystyle M}. Siendo esta la magnitud que tendría si la estrella se encontrara a una distancia de 10 pc:
{\displaystyle m-M=5\log _{10}\left({\frac {d}{10}}\right)}
Esta relación se obtiene considerando que el flujo de un objeto es inversamente proporcional al cuadrado de su distancia. Además, los rayos de luz provenientes de la estrella suelen pasar por un fenómeno de extinción; causado por partículas (polvo) situadas en el camino del rayo. Por lo tanto, es necesario tomar en cuenta la pérdida por polvo cósmico introduciendo una corrección {\displaystyle A} en la magnitud, tal que:
{\displaystyle m-M=5\log _{10}\left({\frac {d}{10}}\right)+A}
Al igual, es posible introducir una corrección debida al corrimiento al rojo y al movimiento entre el objeto y el sistema de referencia; denominada corrección K.

### Magnitud bolométrica
La magnitud bolométrica {\displaystyle m_{\text{bol}}} (aparente) toma en cuenta el flujo radiado en cualquier longitud de onda y se define como: 
{\displaystyle m_{\text{bol}}=-2.5\log _{10}\left(\int _{0}^{\infty }F_{\nu }\,d\nu \right)+C_{\text{bol}}}
En donde {\displaystyle C_{\text{bol}}} define el punto cero de la magnitud bolométrica. 
Es posible saber la magnitud bolométrica absoluta {\displaystyle M_{\text{bol}}} a partir de la luminosidad {\displaystyle L} de la estrella y tomando el Sol como punto de referencia tal que se obtiene:
{\displaystyle M_{\text{bol}}-M_{{\text{bol}}\odot }=-2.5\log _{10}\left({\frac {L}{L_{\odot }}}\right)}
Siendo {\displaystyle M_{{\text{bol}}\odot }} = +4,74 y {\displaystyle L_{\odot }} = 3.0128×1028 W la magnitud bolométrica absoluta y la luminosidad del Sol respectivamente.

## Cálculos

Imagen de 30 Doradus tomada por VISTA de ESO. Esta nebulosa tiene una magnitud visual de 8.

Gráfico del brillo relativo frente a la magnitud.

Cuanto más tenue aparece un objeto, mayor es el valor numérico que se da a su magnitud, correspondiendo una diferencia de 5 magnitudes a un factor de brillo de 100 exactamente. Por lo tanto, la magnitud m, en la banda espectral x, vendría dada por
{\displaystyle m_{x}=-5\log _{100}\left({\frac {F_{x}}{F_{x,0}}}\right),}
que se expresa más comúnmente en términos de logaritmos comunes (base-10) como
{\displaystyle m_{x}=-2.5\log _{10}\left({\frac {F_{x}}{F_{x,0}}}\right),}
donde Fx es la irradiancia observada usando el filtro espectral x, y Fx,0 es el flujo de referencia (punto cero) para ese filtro fotométrico. Dado que un aumento de 5 magnitudes corresponde a una disminución del brillo por un factor de exactamente 100, cada aumento de magnitud implica una disminución del brillo por el factor {\displaystyle {\sqrt[{5}]{100}}\approx 2.512} (relación de Pogson). Invirtiendo la fórmula anterior, una diferencia de magnitud m1 − m2 = Δm implica un factor de brillo de
{\displaystyle {\frac {F_{2}}{F_{1}}}=100^{\frac {\Delta m}{5}}=10^{0.4\Delta m}\approx 2.512^{\Delta m}.}

## Ejemplo de cálculo: Sol y Luna
¿Cuál es la relación de brillo entre el Sol y la Luna llena?
La magnitud aparente del Sol es -26,832. (más brillante), y la magnitud media de la Luna llena es -12,74 (más tenue).
Diferencia de magnitud:
{\displaystyle x=m_{1}-m_{2}=(-12.74)-(-26.832)=14.09.}
Factor de luminosidad:
{\displaystyle v_{b}=10^{0.4x}=10^{0.4\times 14.09}\approx 432\,513.}
El Sol parece unas 400.000 veces más brillante que la Luna llena.

## Medición
La medición precisa de la magnitud (fotometría) requiere la calibración del aparato de detección fotográfico o (normalmente) electrónico. Esto implica generalmente la observación simultánea, en condiciones idénticas, de estrellas estándar cuya magnitud utilizando ese filtro espectral se conoce con precisión. Además, como la cantidad de luz realmente recibida por un telescopio se reduce debido a la transmisión a través de la atmósfera terrestre, deben tenerse en cuenta las masas de aire de las estrellas objetivo y de calibración. Normalmente, se observan unas cuantas estrellas diferentes de magnitud conocida que sean suficientemente similares. Se prefieren las estrellas de calibración cercanas al objetivo (para evitar grandes diferencias en las trayectorias atmosféricas). Si esas estrellas tienen ángulos cenitales (altitudes) algo diferentes, se puede derivar un factor de corrección en función de la masa de aire y aplicarlo a la masa de aire en la posición del objetivo. Con esta calibración se obtiene el brillo que se observaría por encima de la atmósfera, donde se define la magnitud aparente.
Para los recién llegados a la astronomía, la Magnitud Aparente se escala con la potencia recibida (en contraposición a la amplitud), por lo que para la astrofotografía se puede utilizar la medida del brillo relativo para escalar los tiempos de exposición entre estrellas. La magnitud aparente también se suma (integra) en todo el objeto, por lo que es independiente del enfoque. Esto debe tenerse en cuenta al escalar los tiempos de exposición para objetos con un tamaño aparente significativo, como el Sol, la Luna y los planetas. Por ejemplo, escalar directamente el tiempo de exposición de la Luna al Sol funciona, porque tienen aproximadamente el mismo tamaño en el cielo, pero escalar la exposición de la Luna a Saturno resultaría en una sobreexposición, si la imagen de Saturno ocupa un área más pequeña en su sensor que la Luna (al mismo aumento o más generalmente f/#).